# Stefanie Kasperski
Stefanie Beate Kasperski (* 2. Juli 1967 in Hamburg) ist eine ehemalige deutsche Basketballspielerin.

## Laufbahn
Die zwei Meter messende Kasperski nahm 1984 und 1986 mit den Auswahlen des Deutschen Basketball Bundes an Junioreneuropameisterschaften teil. Bei der EM 1984 in Italien war sie mit 7,6 Punkten je Begegnung zweitbeste Korbschützin der Deutschen, 1986 mit 7,0/Spiel die drittbeste. Zwischen Juli 1985 und Mai 1990 bestritt sie 37 A-Länderspiele für die BRD, ihren Punkthöchstwert (15) erzielte sie dabei im Mai 1990 gegen Frankreich.
Ab der Saison 1986/87 bis 1989/90 spielte Kasperski an der University of Oregon in den Vereinigten Staaten und studierte dort Biologie. In Person von Gabriele Neumann hatte sie dort in der Saison 1986/87 eine deutsche Mitspielerin. In den Spielzeiten 1987/88, 1988/98 und 1989/90 war Kasperski jeweils die beste Korbschützin der Hochschulmannschaft, ihren höchsten Punkteschnitt erreichte sie 1988/89 mit 20,3 je Begegnung. In den drei genannten Spielzeiten war die gebürtige Hamburgerin ebenfalls führende Rebounderin der University of Oregon, auch hier verbuchte sie ihren besten Durchschnitt in der Saison 1988/89, als sie pro Einsatz im Mittel 9,5 Rebounds erzielte. Ihre beste Saisonleistung bei geblockten gegnerischen Würfen erreichte Kasperski im Spieljahr 1987/88 (4,3 je Spiel). Ihr diesbezüglicher Höchstwert in einem Spiel waren 13 Blocks Ende Dezember 1987 gegen Western Kentucky. Mit insgesamt 1956 erzielten Punkten setzte sie sich in der ewigen Bestenliste der University of Oregon auf den dritten Rang, ihre 996 Rebounds brachten ihr dieselbe Platzierung ein, als sie die Mannschaft 1990 verließ. Mit 402 geblockten Würfen nahm Kasperski den zweiten Platz der ewigen Bestenliste ein. In den Spielzeiten 1987/88, 1988/89 und 1989/90 wurde sie jeweils unter die fünf besten Spielerinnen der Pac-10-Conference gewählt. 1989 gewann sie mit Oregon das Einladungsturnier NIT. Kasperski wurde im Jahr 2000 in die Ruhmeshalle des Sportprogramms der University of Oregon aufgenommen. Nach ihrer Zeit als Basketballspielerin auf Hochschulebene spielte sie als Profi in Japan.
In Folge ihres Biologiestudium an der University of Oregon erwarb Kasperski an derselben Hochschule später auch einen Abschluss im Fach Molekularbiologie und erlangte in New York eine Zusatzqualifizierung in humangenetischer Beratung. Sie wurde in leitender Stellung am Zentrum für vorgeburtliche Diagnose und Behandlung des Kinderkrankenhauses in Philadelphia tätig.